# Paracyphocaris praedator
Paracyphocaris praedator är en kräftdjursart som beskrevs av Édouard Chevreux 1905. Paracyphocaris praedator ingår i släktet Paracyphocaris och familjen Lysianassidae. Inga underarter finns listade i Catalogue of Life.